# Макгилливрей, Крейг
Крейг Макги́лливрей (англ. Craig McGillivray, род. 3 июля 1972 года в Эдинбурге, Шотландия) — шотландский бывший профессиональный снукерист.

## Карьера
В начале своей снукерной карьеры Макгилливрей был чемпионом Шотландии среди игроков до 16 лет, а также победителем турнира Scottish Grand Prix. Он стал профессионалом и попал в мэйн-тур после того, как в 1991-м выиграл любительский чемпионат Шотландии. В качестве профессионального игрока Крейг не добился значительных успехов, лишь несколько раз выйдя в финальные стадии различных рейтинговых турниров. К 2000 году он занимал одну из наивысших для себя позиций в официальном рейтинге — 89-ю. Свой высший брейк (135 очков) Макгилливрей сделал в рамках квалификации к чемпионату мира 2000 года.
После 2003 Крейг Макгилливрей выбыл из мэйн-тура (хотя позже ещё не раз участвовал в профессиональных соревнованиях), однако продолжил играть в различных любительских и профессионально-любительских снукерных турнирах. Некоторое время он выступал в челлендж-туре, а в 2003 стал победителем Scotland Home Internationals.
В 2010 году Макгилливрей принял участие в турнире World Open (бывший Гран-при), где дошёл до второго раунда.